# Кулагин, Алексей Анатольевич
Алексей Анатольевич Кулагин (род. 22 апреля 1976, Пенза) — российский хоккеист, защитник.

## Биография
Воспитанник пензенского «Дизеля». Выступал за команды «Ак Барс-2» (1994/95 — 1996/97), «Ак Барс» (1996/97 — один матч), «Нефтяник» Альметьевск (1997/98 — 1998/99, 2003/04), «Нефтехимик» (1 матч) и «Нефтехимик-2» (1998/99), «Динамо-Энергия» Екатеринбург (1999/2000, 2000/01 — 2001/02), ЦСК ВВС (1999/2000, 2006/07), ЦСК ВВС-2 (1999/2000), «Энергия» Кемерово (2002/03, 2004/05), «Зауралье» Курган (2005/06), «Липецк» (2005/06, 2007/08 — 2009/10), «Дизель» (2006/07), «Ариада-Акпарс» (2007/08).